# Athripsodes sewangensis
Athripsodes sewangensis är en nattsländeart som först beskrevs av Martynov 1925.  Athripsodes sewangensis ingår i släktet Athripsodes och familjen långhornssländor. Inga underarter finns listade i Catalogue of Life.